# Loupmont
Loupmont est une commune française située dans le département de la Meuse, en région Grand Est.

## Géographie
La commune fait partie du parc naturel régional de Lorraine.
| Varnéville        | Varnéville        | Montsec              |
| Varnéville        | Loupmont          | Montsec              |
| Apremont-la-Forêt | Apremont-la-Forêt | Bouconville-sur-Madt |

### Hydrographie

#### Réseau hydrographique
La commune est dans le bassin versant du Rhin au sein du bassin Rhin-Meuse. Elle est drainée par le ruisseau la Madine, le ruisseau de Molentin, le ruisseau de la Praye, le ruisseau de Ranaux, le ruisseau de Harvau, le ruisseau de l'Étang de Wargevau et le ruisseau de l'Étang de Refure,.
La Madine, d'une longueur de 19 km, prend sa source dans la commune de Varnéville et se jette  dans le Rupt de Mad à Bouillonville, après avoir traversé huit communes. 

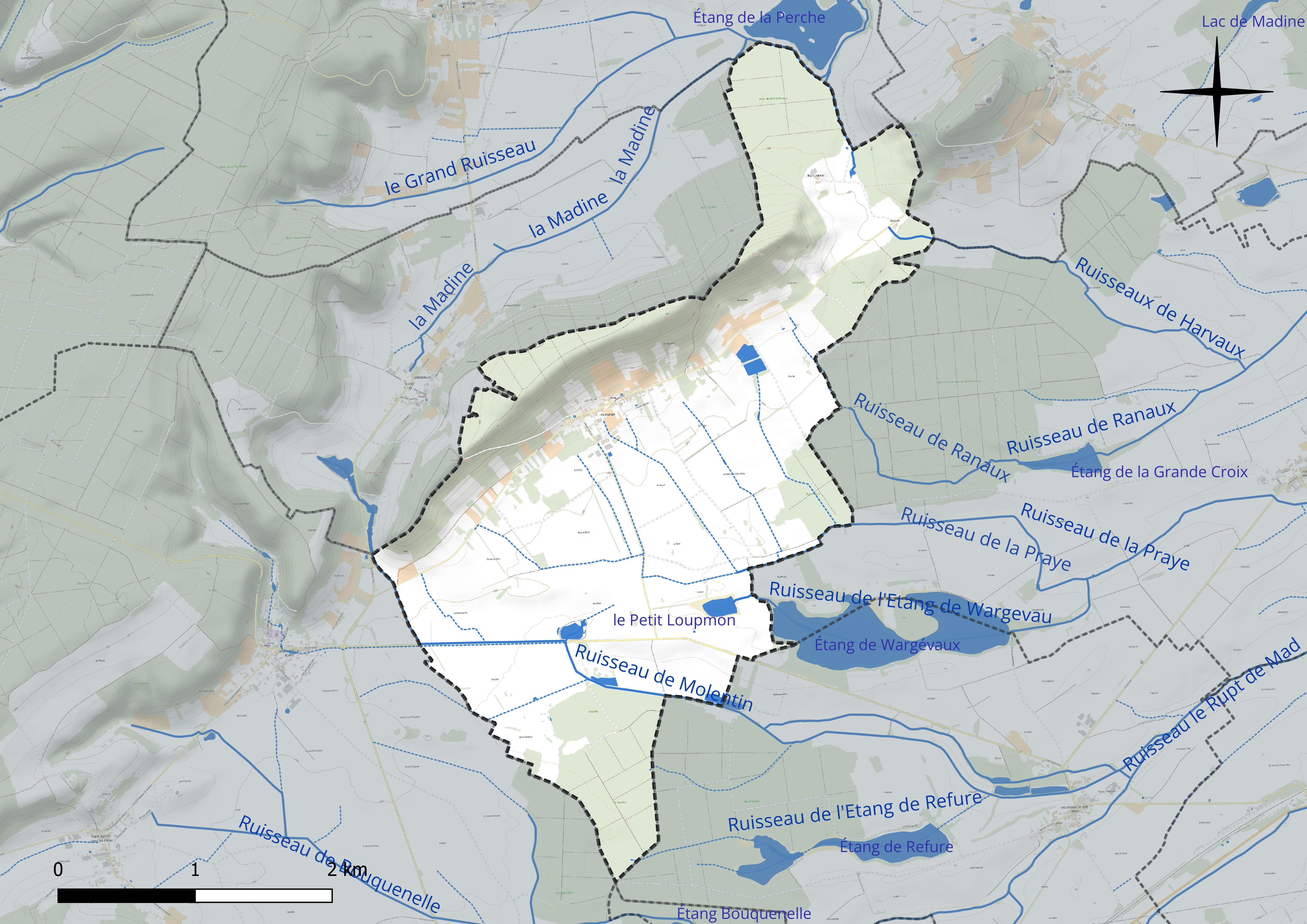
Réseau hydrographique de Loupmont.

Un plan d'eau complète le réseau hydrographique : le Petit Loupmon (2,7 ha),.

#### Gestion et qualité des eaux
Le territoire communal est couvert par le schéma d'aménagement et de gestion des eaux (SAGE) « Rupt de Mad, Esch, Trey ». Ce document de planification concerne les bassins versants du Rupt de Mad, de l’Esch et du Trey. Le périmètre a été arrêté le 2 juin 2014, la commission locale de l'eau (CLE) a été créée le 20 juin 2017, puis modifiée le 26 mars 20210. La structure porteuse de l'élaboration et de la mise en œuvre est le Parc naturel régional de Lorraine. 
La qualité des cours d’eau peut être consultée sur un site spécial géré par les agences de l’eau et l’Agence française pour la biodiversité. 

### Climat
Pour des articles plus généraux, voir Climat du Grand Est et Climat de la Meuse.
En 2010, le climat de la commune est de type climat des marges montargnardes, selon une étude du Centre national de la recherche scientifique s'appuyant sur une série de données couvrant la période 1971-2000. En 2020, Météo-France publie une typologie des climats de la France métropolitaine dans laquelle la commune est exposée à un climat océanique altéré et est dans la région climatique  Lorraine, plateau de Langres, Morvan, caractérisée par un hiver rude (1,5 °C), des vents modérés et des brouillards fréquents en automne et hiver. 
Pour la période 1971-2000, la température annuelle moyenne est de 9,4 °C, avec une amplitude thermique annuelle de 16,2 °C. Le cumul annuel moyen de précipitations est de 944 mm, avec 13,7 jours de précipitations en janvier et 9,7 jours en juillet. Pour la période 1991-2020, la température moyenne annuelle observée sur la station météorologique de Météo-France la plus proche, « Nonsard », sur la commune de Nonsard-Lamarche à 9 km à vol d'oiseau, est de 10,7 °C et le cumul annuel moyen de précipitations est de 690,8 mm. 
La température maximale relevée sur cette station est de 40,1 °C, atteinte le 25 juillet 2019 ; la température minimale est de −17 °C, atteinte le 1er mars 2005,,. 
Les paramètres climatiques de la commune ont été estimés pour le milieu du siècle (2041-2070) selon différents scénarios d'émission de gaz à effet de serre à partir des nouvelles projections climatiques de référence DRIAS-2020. Ils sont consultables sur un site spécial publié par Météo-France en novembre 2022.

## Urbanisme

### Typologie
Au 1er janvier 2024, Loupmont est catégorisée commune rurale à habitat dispersé, selon la nouvelle grille communale de densité à sept niveaux définie par l'Insee en 2022.
Elle est située hors unité urbaine. Par ailleurs la commune fait partie de l'aire d'attraction de Saint-Mihiel, dont elle est une commune de la couronne,. Cette aire, qui regroupe 17 communes, est catégorisée dans les aires de moins de 50 000 habitants,.

### Occupation des sols
L'occupation des sols de la commune, telle qu'elle ressort de la base de données européenne d’occupation biophysique des sols Corine Land Cover (CLC), est marquée par l'importance des territoires agricoles (63,5 % en 2018), une proportion sensiblement équivalente à celle de 1990 (63,4 %). La répartition détaillée en 2018 est la suivante : 
prairies (40,7 %), forêts (33,7 %), terres arables (17,3 %), zones agricoles hétérogènes (5,5 %), milieux à végétation arbustive et/ou herbacée (2,8 %). L'évolution de l’occupation des sols de la commune et de ses infrastructures peut être observée sur les différentes représentations cartographiques du territoire : la carte de Cassini (XVIIIe siècle), la carte d'état-major (1820-1866) et les cartes ou photos aériennes de l'IGN pour la période actuelle (1950 à aujourd'hui).

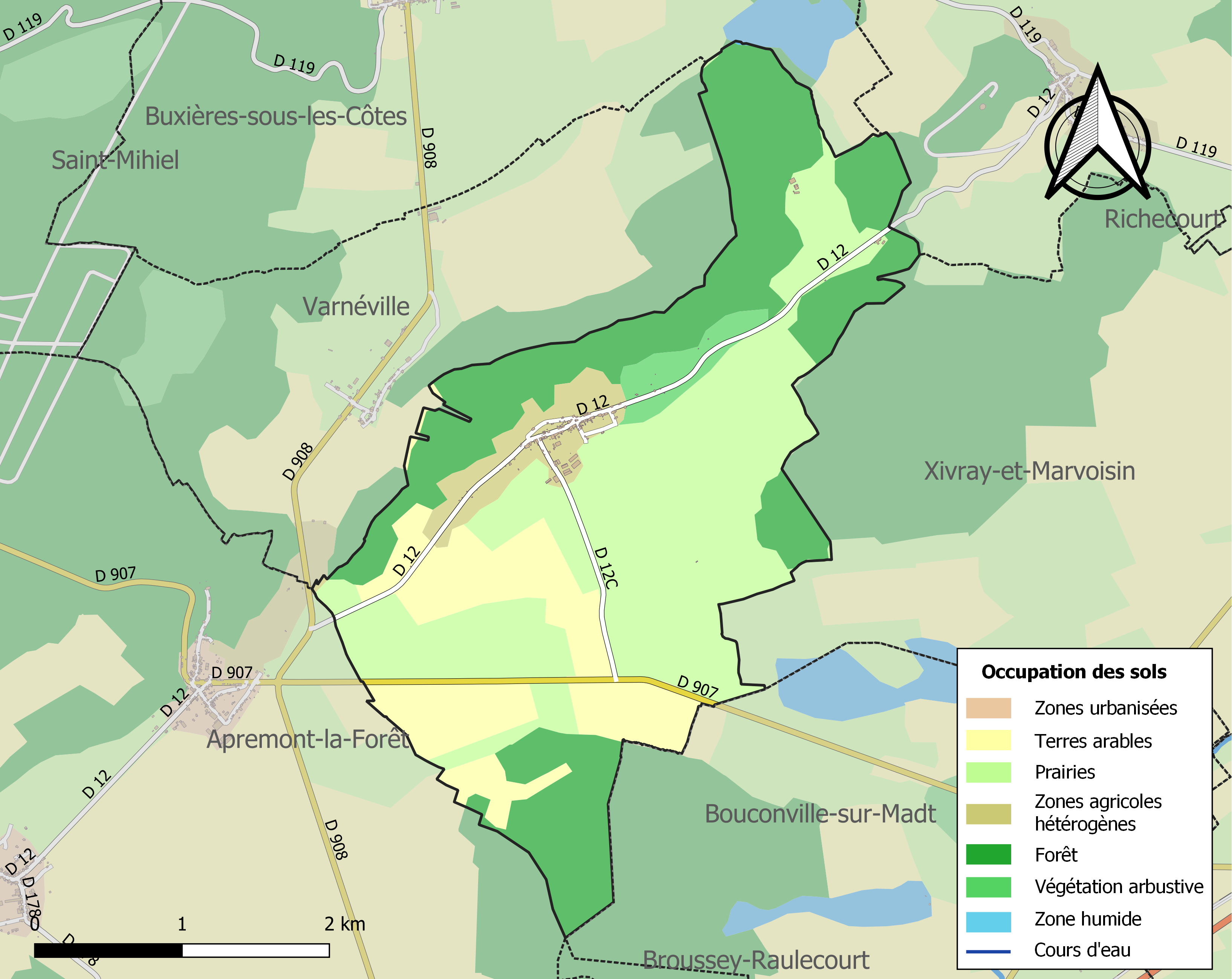
Carte des infrastructures et de l'occupation des sols de la commune en 2018 (CLC).

## Toponymie
Le nom de la localité est attesté sous les formes Longus mons (921) ; Lupi-mons (xe siècle) ; Lupinus-Mons (1041) ; Lupemons (1047) ; Laumont (1135) ; Loupmons (1135) ; Loemunt (1216) ; In vinea de Loumont (1234) ; Loumont (1288) ; Losmont (1292) ; Loufmont (1326) ; Lupimons (1642) ; Lupomons (1738).

Du l,adjectif latin longum « long » et montem « mont » ; attribution de l,oïl loup. Loupmont correspond à une réfection de Longus mons (921) en Lupi-mons (xe siècle) ; le « Mont Long » est devenu le « Mont du loup », peut-être, à la suite d'une mauvaise lecture ou encore de la présence de loups à cet endroit, à une certaine époque.

## Politique et administration
| Période                                  | Période   | Identité                                      | Étiquette | Qualité |
| ---------------------------------------- | --------- | --------------------------------------------- | --------- | ------- |
| Les données manquantes sont à compléter. |           |                                               |           |         |
| mars 2001                                | mars 2008 | Michel Bort                                   |           |         |
| mars 2008                                | En cours  | Thierry Godart Réélu pour le mandat 2020-2026 |           | Artisan |

## Démographie
L'évolution du nombre d'habitants est connue à travers les recensements de la population effectués dans la commune depuis 1793. Pour les communes de moins de 10 000 habitants, une enquête de recensement portant sur toute la population est réalisée tous les cinq ans, les populations de référence des années intermédiaires étant quant à elles estimées par interpolation ou extrapolation. Pour la commune, le premier recensement exhaustif entrant dans le cadre du nouveau dispositif a été réalisé en 2008.

En 2022, la commune comptait 73 habitants, en évolution de −5,19 % par rapport à 2016 (Meuse : −4,4 %, France hors Mayotte : +2,11 %).
| 1793 | 1800 | 1806 | 1821 | 1831 | 1836 | 1841 | 1846 | 1851 |
| ---- | ---- | ---- | ---- | ---- | ---- | ---- | ---- | ---- |
| 368  | 430  | 474  | 458  | 509  | 537  | 520  | 513  | 552  |

| 1856 | 1861 | 1866 | 1872 | 1876 | 1881 | 1886 | 1891 | 1896 |
| ---- | ---- | ---- | ---- | ---- | ---- | ---- | ---- | ---- |
| 469  | 481  | 480  | 450  | 479  | 485  | 485  | 466  | 470  |

| 1901 | 1906 | 1911 | 1921 | 1926 | 1931 | 1936 | 1946 | 1954 |
| ---- | ---- | ---- | ---- | ---- | ---- | ---- | ---- | ---- |
| 448  | 406  | 342  | 157  | 206  | 143  | 129  | 131  | 150  |

| 1962 | 1968 | 1975 | 1982 | 1990 | 1999 | 2006 | 2008 | 2013 |
| ---- | ---- | ---- | ---- | ---- | ---- | ---- | ---- | ---- |
| 124  | 108  | 90   | 96   | 103  | 88   | 89   | 89   | 82   |

| 2018 | 2022 | - | - | - | - | - | - | - |
| ---- | ---- | - | - | - | - | - | - | - |
| 73   | 73   | - | - | - | - | - | - | - |

## Culture locale et patrimoine

### Lieux et monuments
Lavoir atrium de 1846, entièrement rénové, sis rue du Breuil.

### Héraldique
| Blason de Loupmont | Blason  | Coupé voûté crénelé : au 1er d'azur à la tête de loup arrachée d'or, allumée, armée et lampassée de gueules, accostée de deux chaînes brisées en chef d'argent, celle de dextre posée en barre et celle de senestre posée en bande, au 2e d'or, à la grappe de raisin de pourpre, tigée et feuillée de sinople. |
| Blason de Loupmont | Détails | Adopté le 2 décembre 2016. Création Robert-André Louis. |